# Rogativa por la Paz del Cauca
La Rogativa por la Paz del Cauca fue un evento sin precedentes que tuvo lugar entre el 24 al 26 de noviembre de 2023 en el Centro Histórico de Popayán, capital del Cauca, Colombia, en el marco de la Solemnidad de Jesucristo, Rey del Universo con motivo de implorar por el cese de hostilidades y de violencia a lo largo de todo el departamento, además de contribuir a la Paz en todo el país.
Este acontecimiento tuvo un carácter único y nunca antes visto en la historia payanesa, con la finalidad de reunir en torno a la devoción solemne a Jesucristo en sus advocaciones de Santo Ecce Homo y Amo Jesús que es especialmente extendida en el departamento, cuyos fieles siempre han tenido un especial cariño y fe a Jesús como Salvador y Rey del Universo.

## Antecedentes
La violencia desde hace varias décadas ha sido un mal que ha azotado a toda Colombia en general, pero en especial en el Departamento del Cauca y sus zonas rurales se ha denotado un preocupante aumento en los últimos años de las hostilidades, sobre todo por el conflicto actual del ELN y milicias guerrilleras con el estado por el control del territorio para realizar actividades ilícitas y de narcotráfico que han dejado como saldo cientos de muertos en ambos bandos y sobre todo víctimas civiles y desplazados internos.

Ante tal panorama tan desalentador, Omar Alberto Cubillos, arzobispo de Popayán, en conjunto con Juan Carlos López Castrillón, alcalde de la ciudad idearon un evento de carácter piadoso que re uniera a la feligresía y a la ciudadanía payanesa en general para alentar el sentimiento y el pedido por una paz real y duradera para todo el territorio caucano, tal como lo expresó monseñor Cubillos:
“Nosotros como católicos tenemos la obligación de generar una pedagogía de la paz, y esa pedagogía empieza por una vida espiritual y estamos convocando a todos los fervientes del Amo, pero también al payanés, incluso más allá de nuestra confesión religiosa, a que nos juntemos para que ese día, como sociedad civil, hagamos entender a quienes están en la guerra, a quienes tienen responsabilidades de ayudar a resolver el conflicto; que el Señor también ponga todo lo que es necesario para que se faciliten los procesos, los caminos y las salidas a estos dolorosos conflictos”.
- Conferencia Episcopal de Colombia.

Para tales fines se trajeron desde diversos barrios de Popayán y sus alrededores las variadas advocaciones de Jesucristo que cuentan con una amplia devoción en sus respectivas poblaciones entre la comunidad, incluyendo además a municipios, veredas y corregimientos aledaños a la ciudad como lo son: Timbío, El Tambo, Julumito, Cajete o Puelenje; estas veneradas imágenes arribaron al centro histórico el 24 de noviembre en las horas de la mañana, tal como lo señala la programación de inicio.

## Programación

### 24 de Noviembre

#### Procesión de Bajada del Santo Ecce Homo

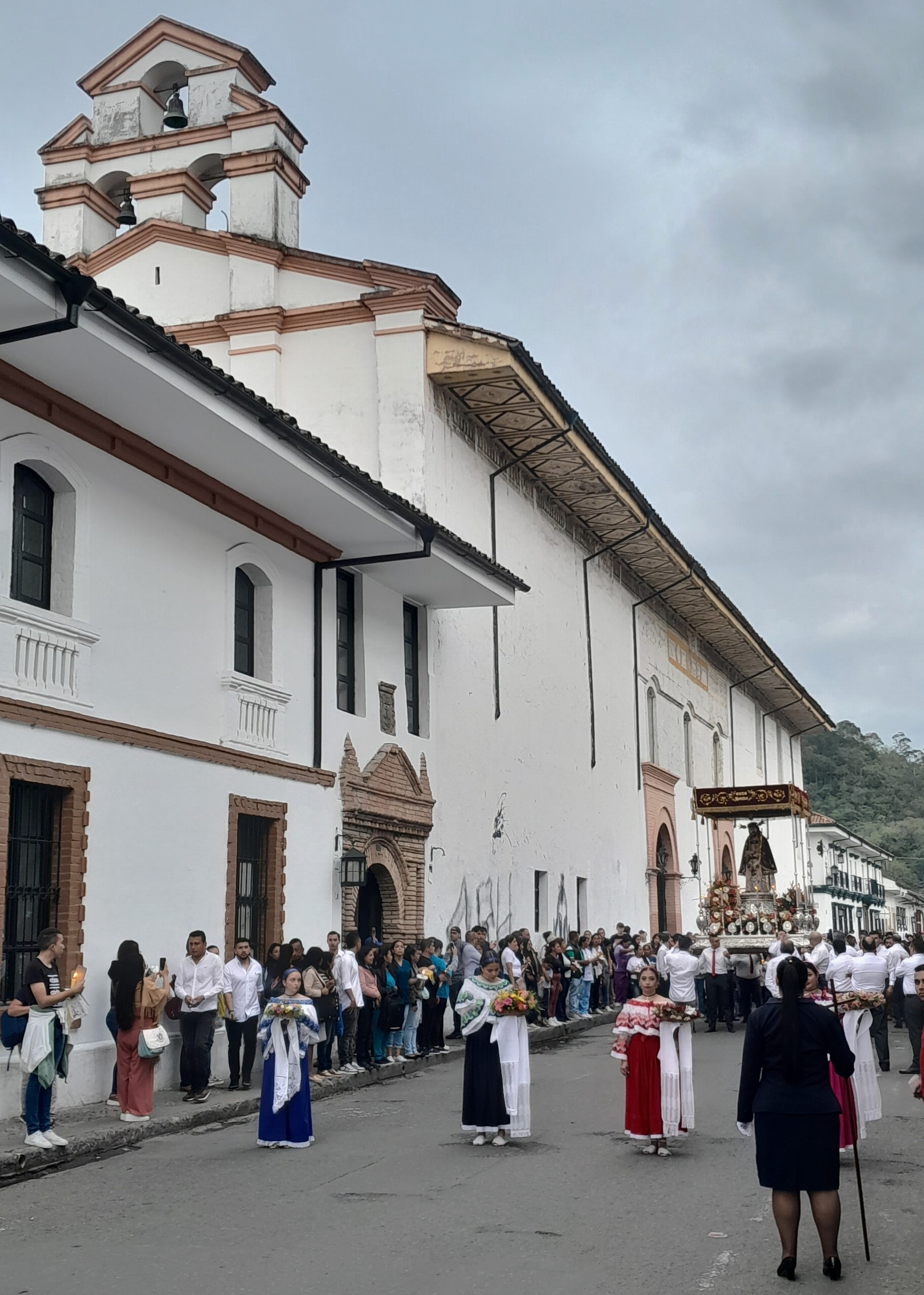
Procesión de bajada pasando por la Iglesia del Carmen.

Iniciando con una misa en el Santuario de Belén a las 3:00 p. m. presidida por el arzobispo emérito de Popayán Iván Antonio Marín se dio inicio al programa de la rogativa. Terminada la eucaristía se dio comienzo a la procesión de bajada del patrono de la ciudad, el Santo Ecce Homo (algo que solo se realiza en abril para su Fiesta Patronal el 1 de mayo) y finalizó en la Catedral de Nuestra Señora de la Asunción que dio paso a una oración y bendición solemne para los asistentes, además de una velatón en el atrio de la basílica por las víctimas del conflicto y algunos emotivos actos culturales más.
Orden del desfile:
- Cruz procesional.
- Banda marcial de la Academia Militar Tomás Cipriano de Mosquera.
- Estandarte de la Junta Pro Culto al Santo Ecce Homo, portado por sus miembros y síndicos.
- Arzobispo emérito de Popayán y Cura rector del Santuario de Belén.
- El Santo Ecce Homo de Belén. (Imagen quiteña (San Juan de Pasto) del siglo XVII (1680))

### 25 de Noviembre

#### Exposición de las Sagradas Imágenes en los Templos
Desde las 9:00 a. m. hasta las 6:00 p. m. se dio exposición a las distintas advocaciones de Jesucristo que se repartieron en las 8 iglesias del centro histórico (exceptuando al Santuario de Belén y a la Iglesia de la Merced) a toda la ciudadanía y fieles que acudieran a implorar por la paz y contemplar su maravillosa elaboración propias de las escuelas Payanesa, Quiteña, Española e Italiana, así como sus característicos ornamentos en oro o plata con joyería, vestimenta y sitiales en terciopelo además de sus andas labradas policromadas o bañadas en metales preciosos.
| Iglesia                                            | Advocación de Cristo               | Breve Reseña Historia | Imagen |
| -------------------------------------------------- | ---------------------------------- | --- | ------ |
| Catedral Basílica de Nuestra Señora de la Asunción | Santo Ecce Homo de Belén           | Imagen quiteña del siglo XVII traída de San Juan de Pasto en 1680 por don Juan Antonio de Velasco y encarnado por artistas de la escuela payanesa, es el proclamado patrono popular de Popayán. Su multitudinaria fiesta patronal es el 1 de mayo (día de los trabajadores patojos) siendo venerado en el Santuario de Belén desde el siglo XVIII hasta la actualidad. |        |
| Catedral Basílica de Nuestra Señora de la Asunción | Santo Ecce Homo de la Catedral     | Imagen payanesa del siglo XX, fue esculpida por el español José Ascencio Lamiel a petición del presidente Guillermo León Valencia debido al deterioro y al mal estado del Ecce Homo original, por lo que se realizó la réplica lo más exacta posible. Es venerado en la Catedral de Popayán y es la imagen que sale a procesionar durante la Semana Santa en los días: Domingo de Ramos, Martes, Miércoles y Jueves Santo. |        |
| Iglesia de San Francisco                           | Amo Jesús de El Tambo              | Imagen articulada con trono decorado en pan de oro, ambos de origen español del siglo XVII. Desfila en las procesiones de Semana Santa en El Tambo (Cauca) donde es venerado y su festividad es en agosto. Según la leyenda popular, por el año 1700 fue encontrado milagrosamente en las grutas de Guinea por el caserío de Huisitó, siendo trasladado a Santiago de Piagua y después a El Tambo. |        |
| Iglesia de San Francisco                           | Divino Ecce Homo de El Uvo         | Imagen payanesa del siglo XXI, obra de Edgar Raúl Perugache Montalvo en el año 2013, es en madera policromada y fue restaurado el 10 de noviembre de 2023 por el mismo artista. Es venerado en la Parroquia del Divino Ecce Homo en el barrio El Uvo al norte de Popayán y su festividad se celebra en la Solemnidad de Jesucristo, Rey del Universo. |        |
| Iglesia de Santo Domingo                           | Amo Jesús de Puelenje              | Imagen y trono de origen quiteño del siglo XVIII, perteneciente al círculo de José Olmos más conocido como ''Pampite''. Desfila en la procesión del Miércoles Santo en el paso de La Negación, su festividad es en agosto y sus celebraciones incluyen al corregimiento de San Juan de Puelenje (en cuyo templo principal se le da veneración todo el año), Figueroa y la vereda de Torres. |        |
| Iglesia de Santo Domingo                           | Santo Ecce Homo de Bello Horizonte | Imagen elaborada por el escultor costeño Buenaventura Malagón en el siglo XX. Desfila en las procesiones de Semana Santa realizadas en la Comuna 2, contando con su festividad en el mes de junio. Se le da veneración en la Iglesia Parroquia de la Sagrada Familia del Barrio Bello Horizonte al norte de la ciudad de Popayán. |        |
| Ermita de Jesús Nazareno                           | Amo Jesús Nazareno                 | Imagen italiana (Roma) del siglo XVI con su trono recubierto en láminas de plata, siendo una de las primeras en llegar a la ciudad en conjunto con el calvario de la Ermita, siendo venerado ahí desde siempre. Fue el primer patrono popular de Popayán y actualmente desfila en las procesiones de Semana Santa del Viernes de Dolores y la del Miércoles Santo está dedicada a él. |        |
| Claustro de la Encarnación                         | Santo Ecce Homo de Julumito        | Imagen payanesa del siglo XX, fue elaborada por los escultores del almacén La Perla en torno a finales de los años 80' por encargo de los señores Jesús Navia, Efraín Trujillo y Julio Ortiz. Siendo tallada a semejanza del Santo Ecce Homo de Belén Es venerada en la Iglesia del Sagrado Corazón de Jesús de Julumito al occidente de Popayán. fue el primer paso con sitial en salir en las procesiones de Semana Santa de la vereda. Celebrándose su festividad el 1 de mayo.                                                                           |        |
| Iglesia de San Agustín                             | Amo Jesús de Timbío                | Imagen y trono de origen quiteño del siglo XVII, llegando a Timbío hacia 1640. Actualmente desfila en las procesiones de Semana Santa del municipio, de pie y cargando una cruz. El trono es exquisito en su elaboración y en el posterior del respaldar se lee una frase en latín que dicta: ''JESVS NASARENO OMNIS QVI INVOCAVERIT NOMEN DOMINI SALVVS ERIT''. Es venerado en la Iglesia Parroquial de San Pedro Apóstol, municipio de Timbío, Cauca. |        |
| Iglesia de San José                                | Santo Ecce Homo de Cajete          | Imagen payanesa del siglo XX, fue elaborada por el maestro ecuatoriano Alfonso de los Reyes Peñaherrera, quien también contribuyó con otras obras para el enriquecimiento de la Semana Santa de Popayán, como lo son ''La Piedad'' del Viernes Santo, o la serie en piedra de las 14 estaciones del Viacrucis que estas repartidas a lo largo de los quingos de la colina de Belén. El Santo Ecce Homo es venerado en la Iglesia de la vereda de Cajete al extremo occidental de Popayán, contando con su festividad en el mes de septiembre.                |        |
| Claustro de El Carmen                              | Amo Jesús de Yanaconas             | Imagen quiteña del siglo XVIII perteneciente el círculo de Manuel Chili Caspicara y el trono es del siglo XX. llegando el Cristo al caserío de Nuestra Señora de Chiquinquirá de Yanaconas, gracias a la obra de los Padres de la Orden de los Predicadores quienes se les había encomendado la tarea de evangelizar a la tribus indígenas. Es venerado en la Capilla Doctrinera del barrio de Yanaconas y desfila en la procesión de Lunes Santo durante la Semana Santa de Popayán y su festividad es en mayo reuniendo a todos los habitantes del sector. |        |

#### Galería de la Exposición

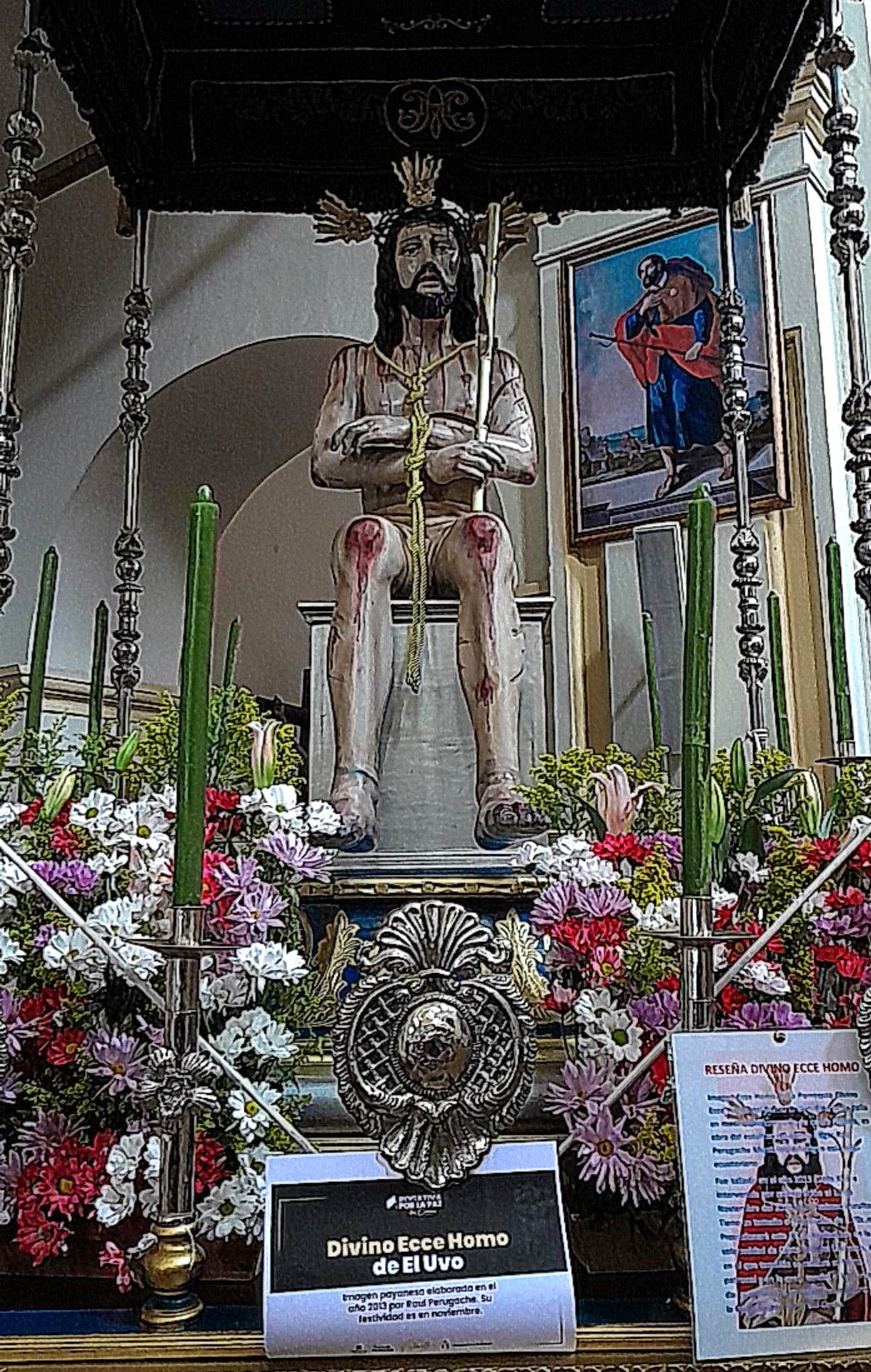
Divino Ecce Homo expuesto en la iglesia de San Francisco.
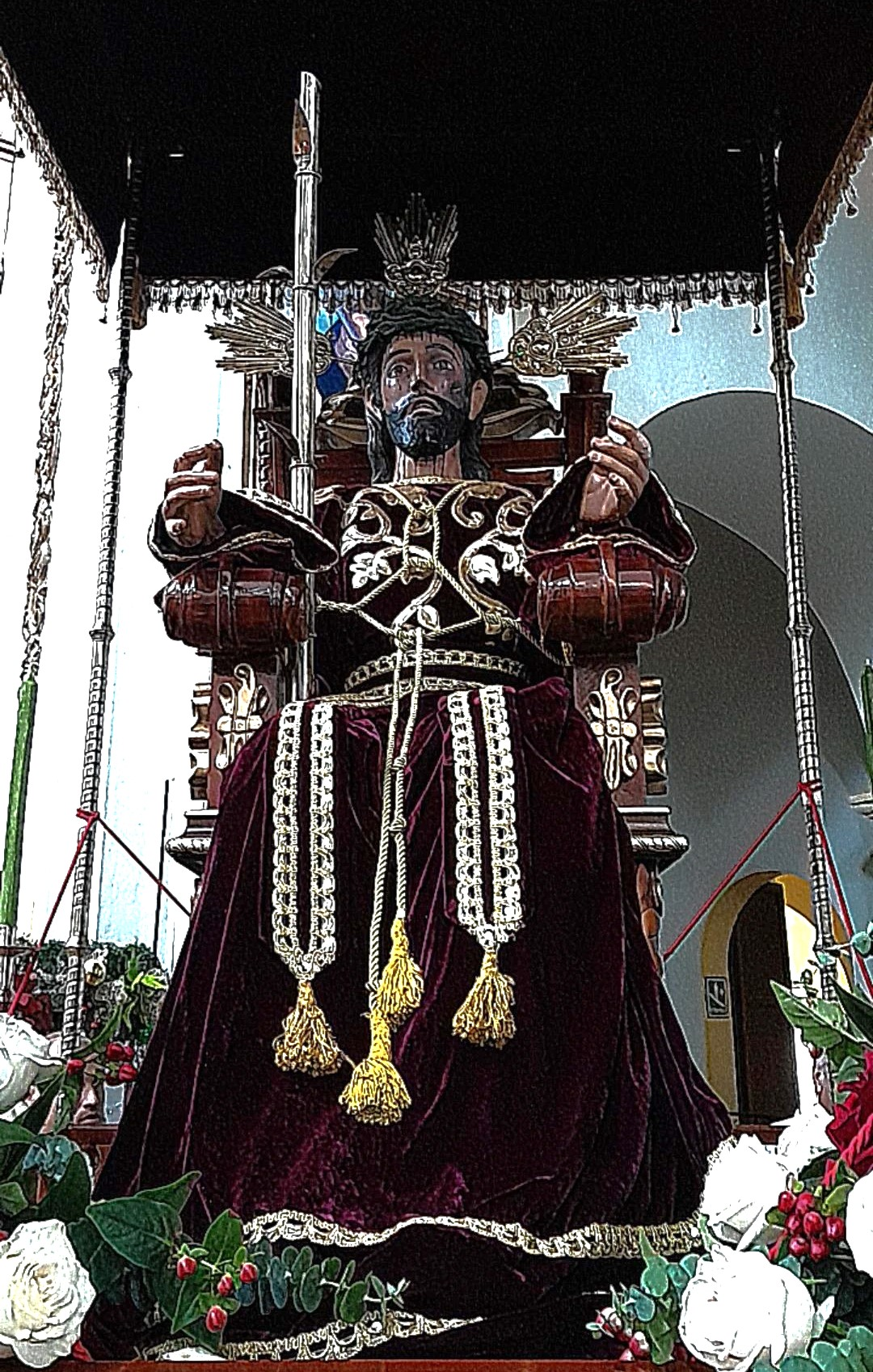
Amo Jesús de El Tambo, expuesto en la Iglesia de San Francisco.
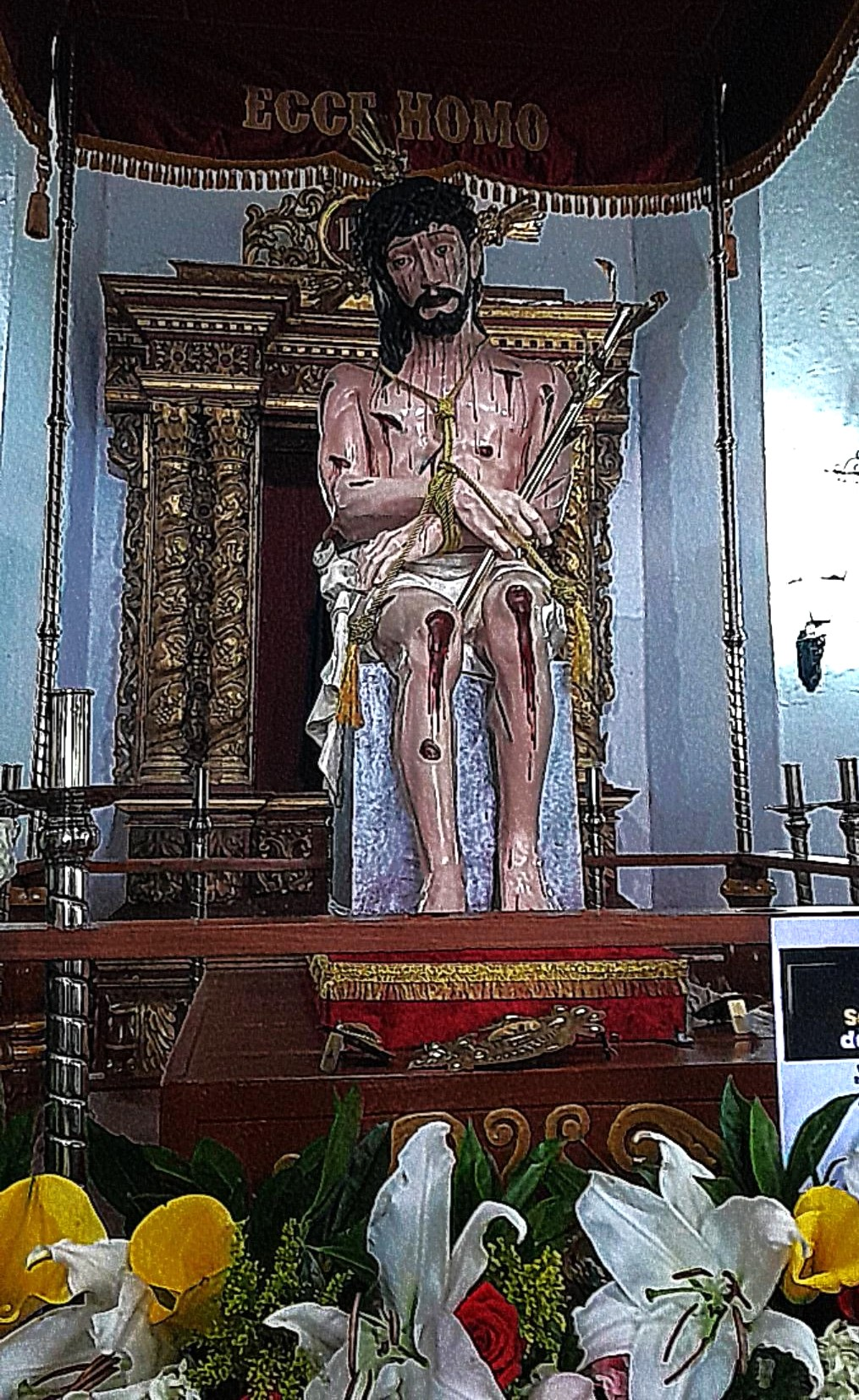
Santo Ecce Homo de Bello Horizonte, expuesto en la Iglesia de Santo Domingo.
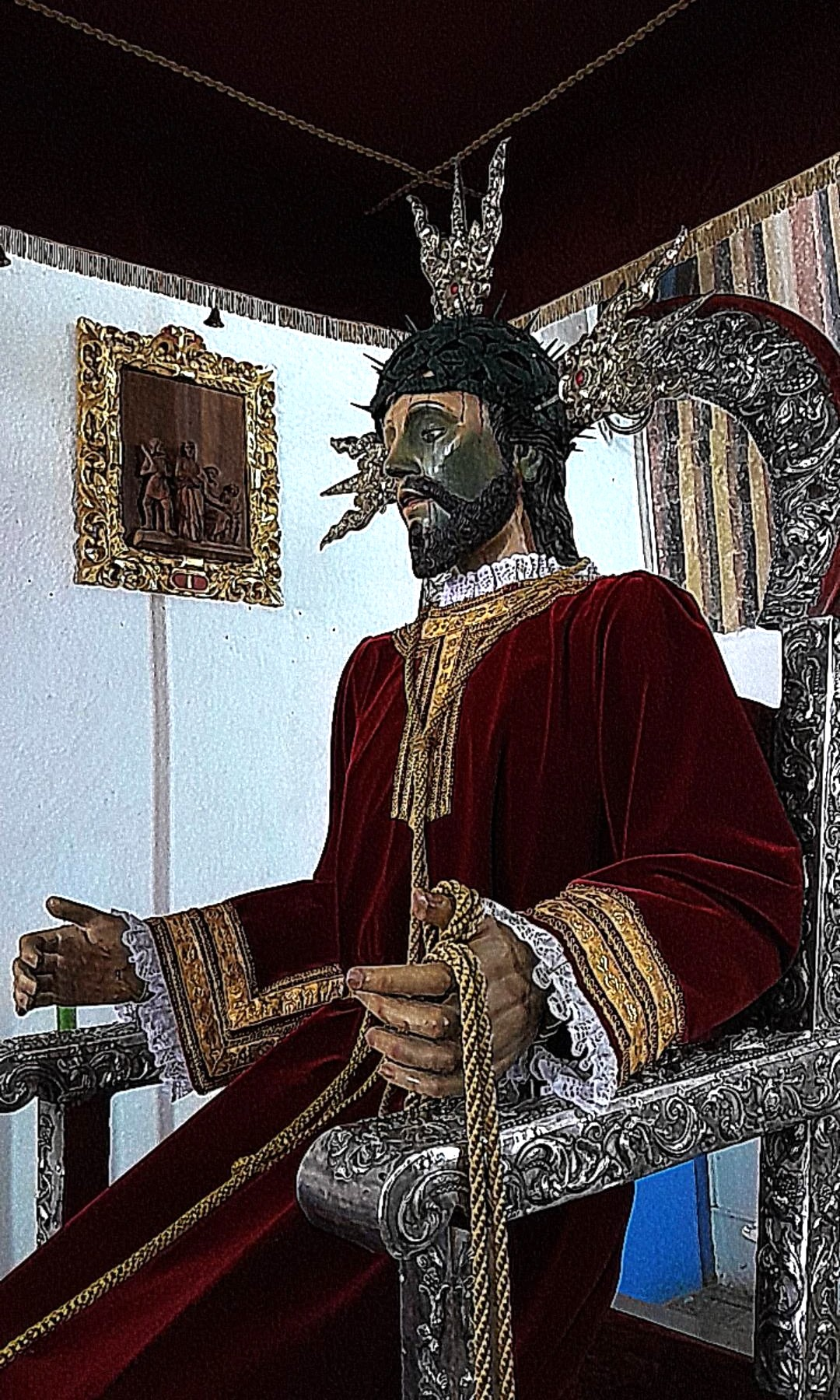
Amo Jesús Nazareno, expuesto en la Ermita de Popayán.

### 26 de Noviembre

#### Eucaristía por la Reconciliación y la Paz del Cauca
Tuvo lugar en la Catedral Basílica de Nuestra Señora de la Asunción a las 9:00 a. m., estuvo presidida por el arzobispo de Popayán, Omar Alberto Sánchez Cubillos en concelebración con todos los sacerdotes de las parroquias e iglesias de los lugares de donde provienen todas las advocaciones de Cristo presentes en el Parque Caldas, trasladadas ahí desde las 8 a. m. para la eucaristía.
Contó con una multitudinaria asistencia de la sociedad caucana que no solo abarrotó la catedral sino también en los alrededores del atrio del templo, además de contar con la asistencia del alcalde de Popayán y varias otras figuras políticas relevantes tanto de la ciudad como del departamento. La ciudadanía en general recogimiento imploró por el establecimiento de una paz real y factible para todo el territorio nacional y regional mediante la intercesión de Jesucristo en las advocaciones del Santo Ecce Homo y del Amo Jesús.

#### Gran Procesión por la Paz del Cauca
Comenzando alrededor de las 11:30 a. m. tras concluir la misa por la paz, partió y concluyó en el atrio de la Catedral Basílica de Nuestra Señora de la Asunción en un recorrido en forma rectangular que pasó por las calles 4 y 5 además de por las carreras 3 y 10, finalizando hacia la 1:30 p. m. con una oración emotiva y un minuto de silencio como actos simbólicos que dieron cierre a toda la programación de la Rogativa junto a la desarmada de los pasos y el regreso de todas las imágenes a sus respetivos lugares de procedencia.
Orden del desfile
- Cruz procesional.
- Banda marcial de la Academia Militar Tomás Cipriano de Mosquera.
- Estandarte del Divino Ecce Homo de El Uvo, portado por miembros de la correspondiente parroquia.
- Cura párroco de la Parroquia Divino Ecce Homo del barrio El Uvo, Popayán.
- El Divino Ecce Homo de El Uvo. (Imagen payanesa de Raúl Perugache del siglo XXI (2013))
- Pancarta con la frase: ''No basta hablar de paz, hay que trabajar para conseguirla''. Anna Eleanor Roosevelt.
- Estandarte del Amo Jesús de El Tambo, portado por miembros de la correspondiente parroquia.
- Cura párroco y diacono de la Parroquia Amo Jesús de El Tambo, municipio del Cauca.
- El Amo Jesús de El Tambo. (Imagen española del siglo XVII (1706))[11]
- Pancarta con la frase: ''Apártate del mal y obra el bien, busca la paz y sigue tras ella''. Salmo 34: 14
- Estandarte del Santo Ecce Homo de Bello Horizonte, portado por miembros de la correspondiente parroquia.
- Cura párroco de la Parroquia Sagrada Familia, barrio Bello Horizonte, Popayán.
- El Santo Ecce Homo de Bello Horizonte. (Imagen obra de Buenaventura Malagón del siglo XX)
- Pancarta con la frase: ''La paz es un bien de toda la humanidad''. Papa Francisco
- Cura rector de la Ermita de Jesús Nazareno, Santa Bárbara y Santa Catalina de Alejandría, Popayán.
- El Amo Jesús Nazareno. (Imagen italiana (Roma) del siglo XVI)
- Pancarta con la frase: ''Felices los que trabajan por la paz, porque serán llamados hijos de Dios''. Mateo 5: 9-12
- Estandarte de la Junta Permanente Pro Semana Santa de Popayán, portado por sus miembros y síndicos.
- Arzobispo de Popayán con cura y diácono de la Catedral.
- El Santo Ecce Homo de la Catedral. (Imagen payanesa de José Asensio Lamiel del siglo XX (réplica del original quiteño))
- Estandarte de la Junta Permanente Pro Semana Santa de Timbío, portado por sus miembros y síndicos.
- Curas párrocos de la Iglesia San Pedro Apóstol, municipio de Timbío, Cauca.
- El Amo Jesús de Timbío. (Imagen quiteña del siglo XVII (1640))[12]
- Pancarta con la frase: ''Con la guerra siempre se pierde, con la paz todos ganamos''. Anónimo
- Estandarte del Santo Ecce Homo de Cajete, portado por miembros de la correspondiente parroquia.
- Cura párroco de la Iglesia de la vereda de Cajete, Popayán.
- El Santo Ecce Homo de Cajete. (Imagen payanesa de Alfonso de los Reyes Peñaherrera del siglo XX)
- Pancarta con la frase: ''La paz comienza con una sonrisa''. Santa Teresa de Calcuta
- Estandarte de la Fundación Junta Amo Jesús de Puelenje, portado por sus miembros y síndicos.
- Cura párroco de la Parroquia Amo Jesús del Corregimiento de San Juan de Puelenje, Popayán
- El Amo Jesús de Puelenje. (Imagen quiteña (círculo de José Olmos ''Pampite'') del siglo XVIII)
- Pancarta con la frase: ''El Señor dará fortaleza a su pueblo y lo bendecirá con la paz''. Salmo 29:11
- Estandarte del Santo Ecce Homo de Julumito, portado por miembros de la correspondiente parroquia.
- El Santo Ecce Homo de Julumito. (Imagen payanesa del siglo XX (Década de los 80))
- Pancarta con la frase: ''La paz es un don de Dios y al mismo tiempo, una tarea de todos''. San Juan Pablo II
- Chirimía tradicional de Yanaconas.
- Estandarte de la Junta Pro Culto Amo Jesús de Yanaconas, portado por sus miembros y síndicos.
- Cura párroco de la Capilla Doctrinera del Amo Jesús, barrio de Yanaconas, Popayán.
- El Amo Jesús de Yanaconas. (Imagen quiteña (círculo de Manuel Chili Caspicara) del siglo XVIII)
- Pancarta con la frase: ''La paz es la única batalla que vale la pena librar''. Albert Camus
- Estandarte de la Junta Pro Culto al Santo Ecce Homo de Popayán, portada por sus miembros y síndicos.
- Cura rector del Santuario de Belén y capítulo metropolitano con el seminario mayor de Popayán.
- El Santo Ecce Homo de Belén. (Imagen quiteña (San Juan de Pasto) del siglo XVII (1680))
- Pancarta con la frase: ''El diálogo es el camino hacia la paz''. Papa Francisco
- Banda de músicos y compañía de fusileros del Batallón José Hilario López.